# Bulgan (distrikt i Mongoliet, Bajan-Ölgij)
Bulgan (mongoliska: Булган Сум, Булган, Bulgan Sum) är ett distrikt i Mongoliet.   Det ligger i provinsen Bajan-Ölgij, i den västra delen av landet, 1 200 km väster om huvudstaden Ulaanbaatar.